# أمير سوري
أمير سوري (بالفارسية: امیر سوري) كان ملك من سلالة الغوريون من القرن التاسع إلى القرن العاشر. كان سليل الملك الغوري أمير بنجي، الذي أخذ شرعيته في حكمه من الخليفة العباسي هارون الرشيد. من المعروف أن أمير سوري قاتل الحاكم الصفاري يعقوب بن الليث الصفار، الذي تمكن من احتلال الكثير من مناطق خراسان باستثناء الغور. خلف أمير سوري في وقت لاحق ابنه محمد بن سوري. على الرغم من أن أمير سوري يحمل لقبًا عربيًا وابنه يحمل اسمًا إسلاميًا، إلا أنهما كانا بوذيين وكانا يعتبران وثنيين من قبل المسلمين المحيطين بهم، ولم تتأسس سلالة الغوريون إلا في عهد ابن محمد أبو علي بن محمد. حيث أصبحت سلالة إسلامية.
نشأ الغوريون من جبال غورستان، وانقسموا إلى قبائل عديدة، من بينها قبيلة الشنسباني التي كانت لها سلطة كبيرة.
كتب أبو الفضل البيهقي، مؤرخ العصر الغزنوي الشهير، في كتابة تاريخ البيهقي الصفحة 117: «غادر السلطان مسعود إلى غُرستان وأرسل رفيقه العالم مع شخصين من غور مترجمين لهُ. إلى شعب تلك المنطقة».